# Бела Глина
Бела Глина (рус. Белая Глина) насељено је место руралног типа (село) на југозападу европског дела Руске Федерације. Налази се на североистоку Краснодарске покрајине и административно припада њеном Белоглинском рејону чији је уједно и административни центар.
Према статистичким подацима Националне статистичке службе Русије за 2017. у насељу је живело 16.901 становника и самим тим Бела Глина је једно од већих сеоских насеља у Русији.

## Географија
Село Бела Глина се налази у североисточном делу Краснодарског краја, односно у северном делу припадајућег му Белоглинског рејона. Лежи у ниској степи Кубањско-приазовске низије, на надморској висини од 50 m. Село се налази у горњем делу тока реке Расипнаје, леве притоке Јегорлика (у басену реке Дон).
Село је од покрајинског центра, града Краснодара, удаљено око 240 км у смеру североистока, док је најближе градско насеље, град Саљск (Ростовска област) удаљено око 96 км. Кроз село пролази железничка пруга на релацији Саљск−Тихорецк.
Клима је умереноконтинентална (Кепенова класификација Dfa), са просечним јануарским температурама ваздуха од −3,0 °C, односно јула од +23,6 °C (годишњи просек температуре ваздуха је око +10,0 °C). Вишегодишњи просек падавина је око 554 мм, са максимумом од просечних 62 мм у јуну, док је насјувљи месец фебруар са свега 33 мм падавина.

## Историја
Савремено село Бела Глина се развило из имања племићке породице Рјабошапко која се на ово подручје доселила 1820. године са територије Вороњешке губерније. Само имање, а доцније и село које се развило из њега, име је добило по наслагама беле глине које су се ту налазиле. Године 1830. имање добија званичан статус села и постаје један од сеоских административних центара тадашње Ставропољске губерније.
Прва црква у селу саграђена је 1836. године. Становници села су се од најранијих времена бавили пољопривредом и сточарством, а захваљујући квалитетној белој глини која се ту налази била је развијена и грнчаријска делатност. Почетком 20. века у селу су деловале чак четири основне школе, две државне и две црквене.
Током своје историје село је у три наврата доживљавало тешке катастрофе. Прво је 1862. у великом пожару изгорело више од половине свих сеоских кућа, потом је 1883. значајан део села уништен у великој олуји која је захватила тај крај, да би на крају, 1892. године, село и околину захватила епидемија колере која је однела 90 живота.
Званичан статус административног центра Белоглинског рејона добија 1924, одмах по оснивању рејона.

## Демографија
Према подацима са пописа становништва 2010. у селу је живело 17.320 становника, док је према проценама за 2017. у селу живело 16.901 становника.
| 1939.  | 1959.  | 1970.  | 1979.  | 1989.  | 2002.  | 2010.  | 2017.  |
| ------ | ------ | ------ | ------ | ------ | ------ | ------ | ------ |
| 15.680 | 15.660 | 17.577 | 17.868 | 17.881 | 17.767 | 17.320 | 16.901 |